# Nebigast
Nebigast war ein Prinz der Chamaver, der im 4. Jahrhundert lebte.

## Leben
In den Jahren nach 350 führten interne Probleme des Römischen Reichs, Morde, Kaiser- und Bürgerkriege dazu, dass sich die römischen Truppen von der germanischen Grenze zurückzogen. Dies verleitete die germanischen Stämme der Franken und der Alamannen dazu, ins Reich einzufallen und Raubzüge zu unternehmen. Die Chamaver, damals ein Bestandteil des fränkischen Stammesverbandes, entsandten 358 eine Truppe unter dem Kommando von Nebigast, dem Sohn des Königs der Chamaver, um Niedergermanien zu plündern. Die Truppe wurde von Charietto gestellt und besiegt und Nebigast gefangen genommen. Im Anschluss verhandelte Kaiser Julian mit den fränkischen Königen und erreichte eine Freilassung der Gefangenen, im Austausch für einen Rückzug der Franken vom römischen Gebiet.

## Primärquellen
Zosimos, Neue Geschichte, Buch 3,7